# Yatsushiro, Kumamoto
Yatsushiro (八代市 Yatsuhiro-shi) là một thành phố thuộc tỉnh Kumamoto, Nhật Bản. Ngày 01 tháng 8 năm 2004 thành phố được mở rộng sau khi sáp nhập một số đơn vị hành chính Izumi, Kagami, Sakamoto, Senchō và Tōyō.
Đến 1 tháng 1 năm 2008, dân số thành phố là 134.491 người trên diện tích 680,59  km², mật độ 198 người/ km².